# Rijksbeschermd gezicht Alkmaar
Gezicht Alkmaar is een van rijkswege beschermd stadsgezicht in Alkmaar in de Nederlandse provincie Noord-Holland. De procedure voor aanwijzing werd gestart op 26 juni 1984. Het gebied werd op 6 september 1988 definitief aangewezen. Het beschermd gezicht beslaat een oppervlakte van 70 hectare.
Panden die binnen een beschermd gezicht vallen krijgen niet automatisch de status van beschermd monument. Wel zal de gemeente het bestemmingsplan aanpassen om nieuwe ontwikkelingen in het gebied te reguleren. De gezichtsbescherming richt zich op de stedenbouwkundige en cultuurhistorische waardering van een gebied en wil het toekomstig functioneren daarvan veiligstellen.